# خربه عواد
خربه عواد (به عربی: خربة عواد) یک منطقهٔ مسکونی در سوریه است که در استان سویدا واقع شده‌است. خربه عواد ۳۹۸ نفر جمعیت دارد.